# Salix interior
Salix interior es una especie de sauce perteneciente a la familia de las salicáceas. Es nativa de Norteamérica. 

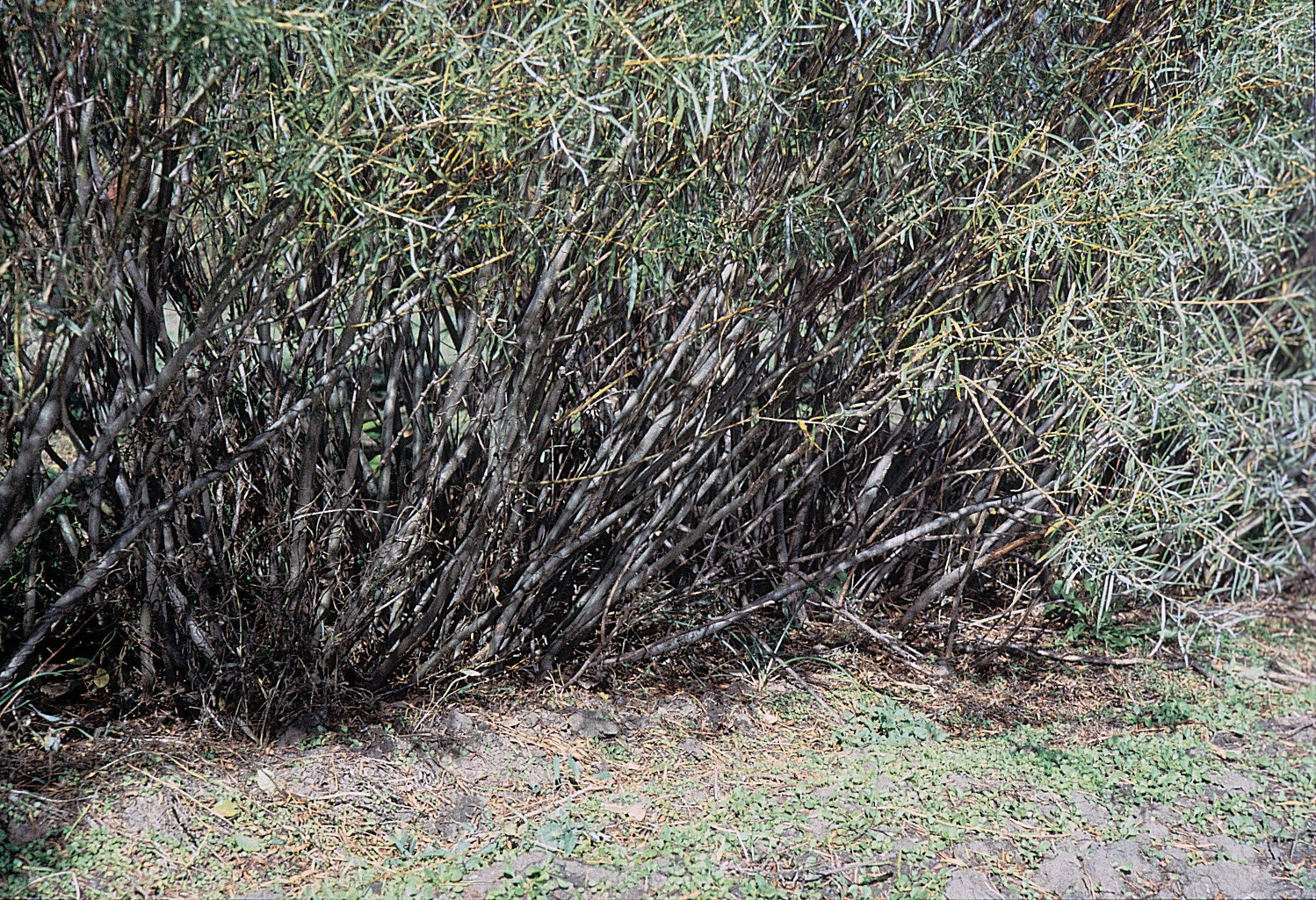
Vista de la planta

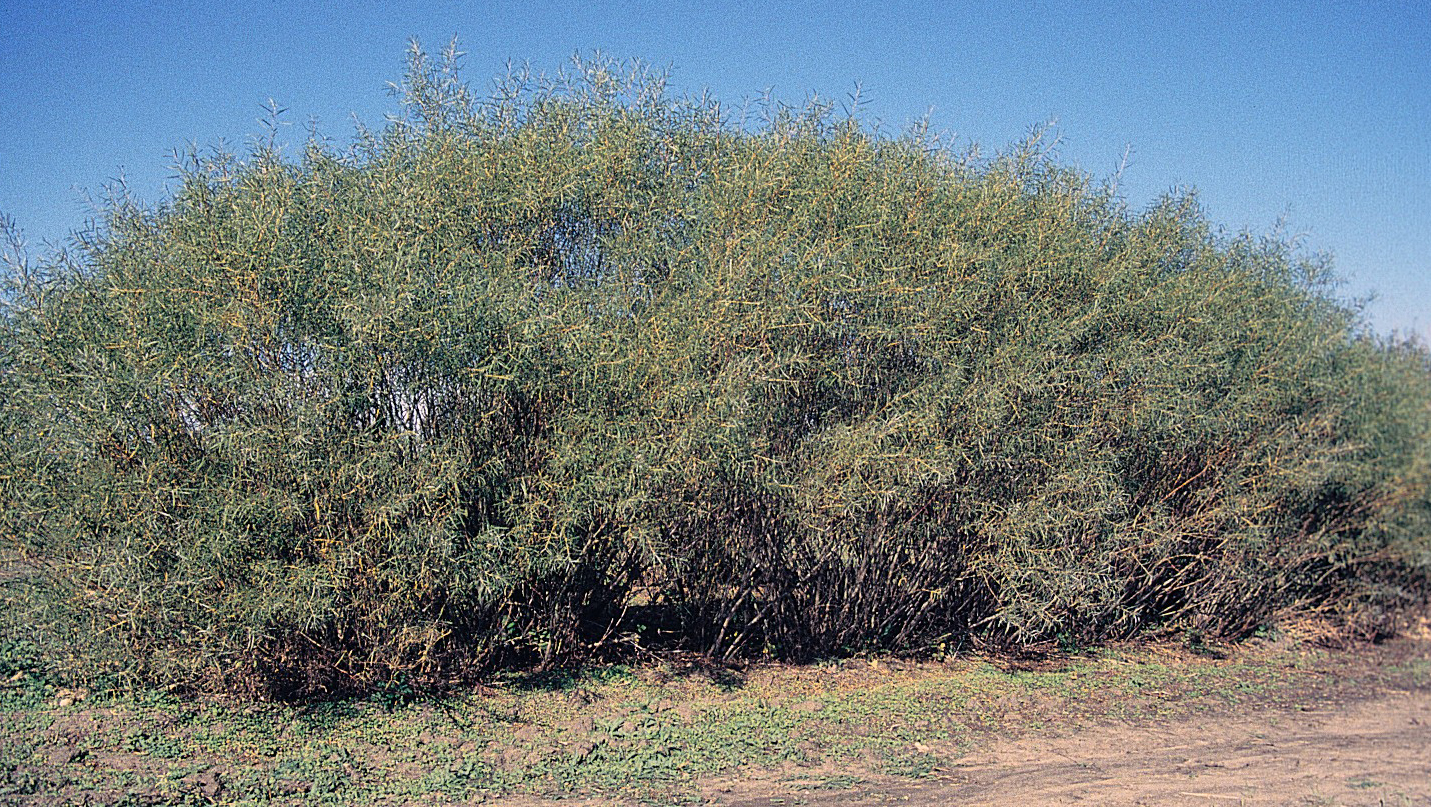
En su hábitat

## Descripción
Es un arbusto  o pequeño árbol, que alcanza un tamaño de 4-9 m de altura. Las ramas de color gris-marrón a marrón rojizo, glabro o velloso, las ramillas de color café amarillo a rojo-marrón, densamente tomentosas o con vellosidades a glabrescentes. Las hojas lineales de 60-160 × 11.4 mm,  los márgenes planos, el ápice agudo o subacuminado. La inflorescencia en amentos (con floración a lo largo de la temporada). El fruto en forma de cápsulas (4 -) 5-8 (-10) mm. 

## Distribución y hábitat
Floración temprana en abril hasta principios de julio en las llanuras de inundación de arena limosa, en los márgenes de lagos, lagunas, pantanos y praderas, colinas de praderas de arena seca, áreas perturbadas, a una altitud de 10-1800 metros, en Canadá, Estados Unidos y México (Tamaulipas, Veracruz).

## Taxonomía
Salix interior fue descrita por Willard Winfield Rowlee y publicado en Bulletin of the Torrey Botanical Club 27(5): 253, en el año 1900.
Etimología
Salix: nombre genérico latino para el sauce, sus ramas y madera.
interior: epíteto latino que significa "interior".
Citología
El número cromosomático es de: 2 n = 38.
Sinonimia
- Salix rubra Richardson in J. Franklin, Narr. Journey Polar Sea, 752. 1823, not Hudson 1762;
- Salix exigua Nuttall var. exterior (Fernald) C. F. Reed;
- Salix exigua subsp. interior (Rowlee) Cronquist;
- Salix exigua var. pedicellata (Andersson) Cronquist;
- Salix exigua var. sericans (Nees) Dorn;
- Salix fluviatilis Nuttall var. sericans (Nees) B. Boivin;
- Salix interior var. exterior Fernald;
- Salix interior var. pedicellata (Andersson) C. R. Ball;
- Salix interior var. wheeleri Rowlee;
- Salix linearifolia Rydberg;
- Salix longifolia Muhlenberg var. interior (Rowlee) M. E. Jones;
- Salix longifolia var. pedicellata Andersson;
- Salix longifolia var. sericans Nees;
- Salix longifolia var. wheeleri (Rowlee) C. K. Schneider;
- Salix wheeleri (Rowlee) Rydberg